# Antoon van Dyck
Antoon van Dijk, Anthony van Dyck (wym. nid. [vɑn ˈdɛi̯k], ur. 22 marca 1599 w Antwerpii, zm. 9 grudnia 1641 w Londynie) – flamandzki malarz epoki baroku, znany głównie jako autor portretów.

## Życiorys

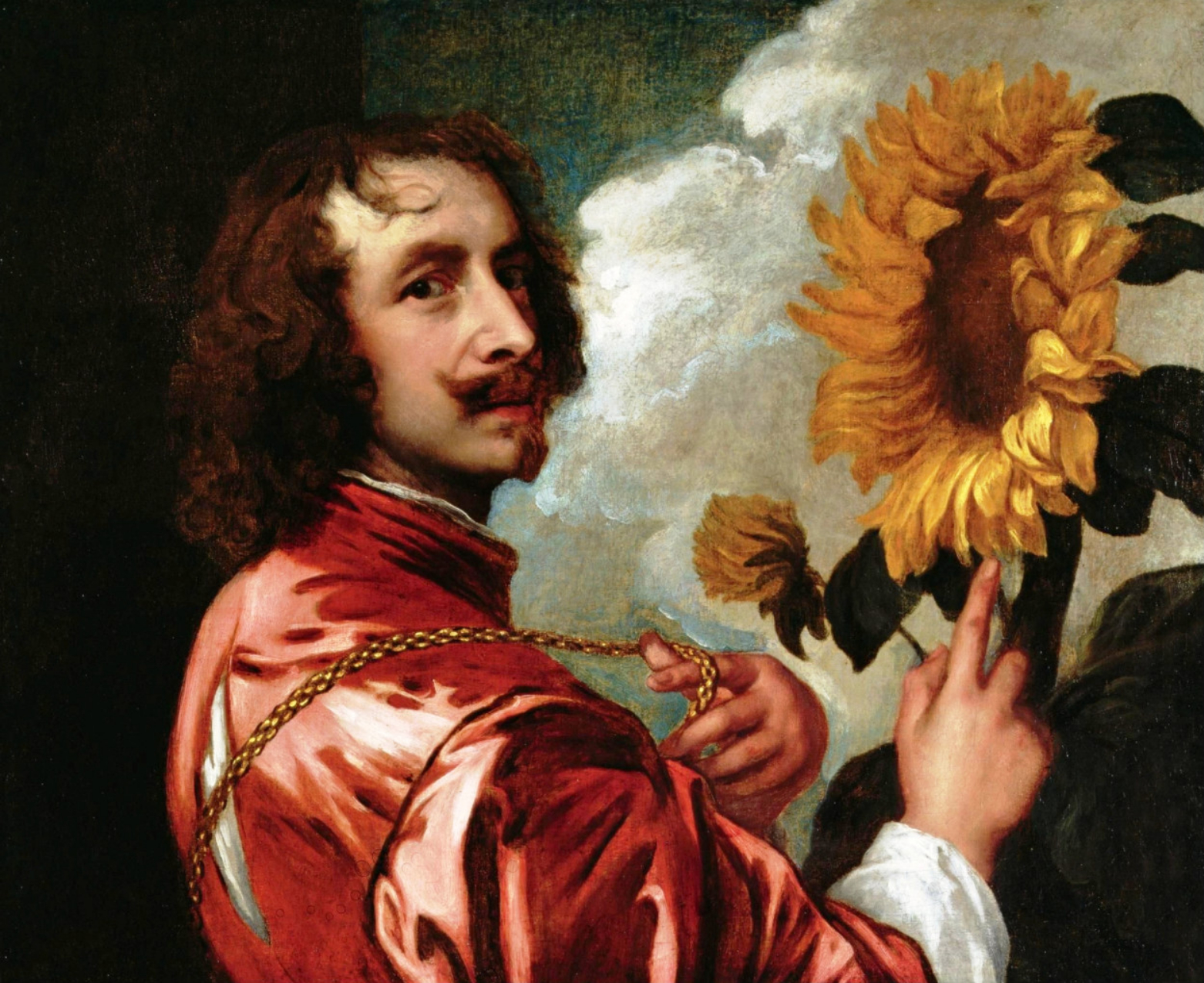
Autoportret ze słonecznikiem (po 1633), kolekcja prywatna

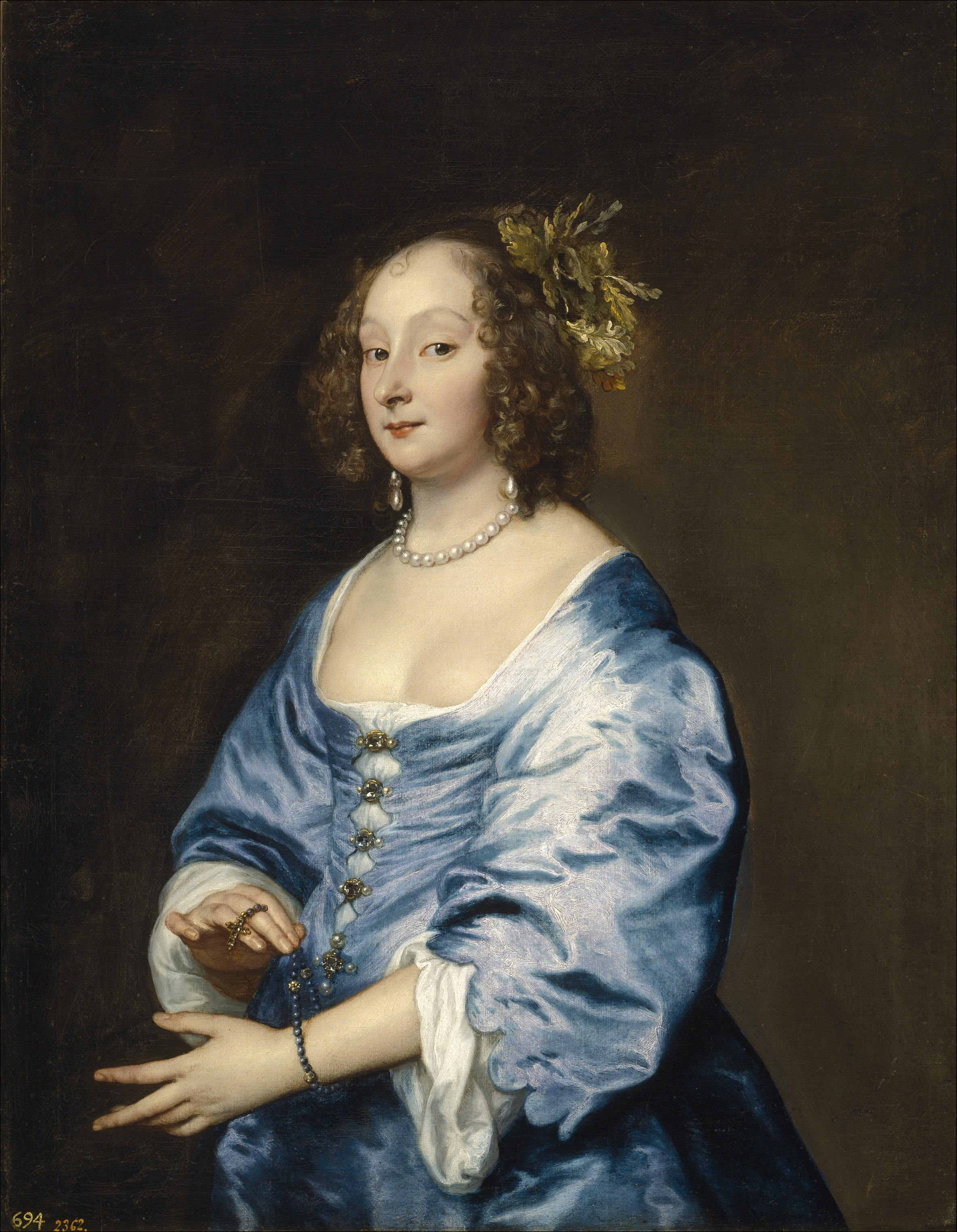
Portret Mary Ruthven, Prado

Szlif malarski zdobywał w latach 1609–1612 u van Balena. Następnie kształcił się w pracowni Rubensa w Antwerpii, stopniowo awansując z ucznia na współpracownika mistrza. W 1618 otrzymał malarski tytuł mistrzowski. 
W latach 1622–1627 mieszkał we Włoszech m.in. w Rzymie, gdzie był gościem kardynała Bentivoglio, a także w Genui, gdzie został portrecistą rodzin patrycjuszowskich. 
Następnie wrócił do Antwerpii, gdzie malował dzieła religijne i portrety dla kościołów w Antwerpii, Courtrai, Termonde. Tam wykonał cykl rysunków sławnych ludzi, który został w 1636 opublikowany pod tytułem Ikonografia van Dycka.
Od 1632 pracował w Anglii na dworze Karola I. Otrzymał tytuł szlachecki i zamieszkał w wiejskiej posiadłości Eltham. W 1640 poślubił szlachciankę angielską Mary Ruthven. W tym samym roku udał się do Paryża i Antwerpii w sprawach zawodowych, a rok później zmarł. Został pochowany w londyńskiej katedrze św. Pawła.

## Dzieła

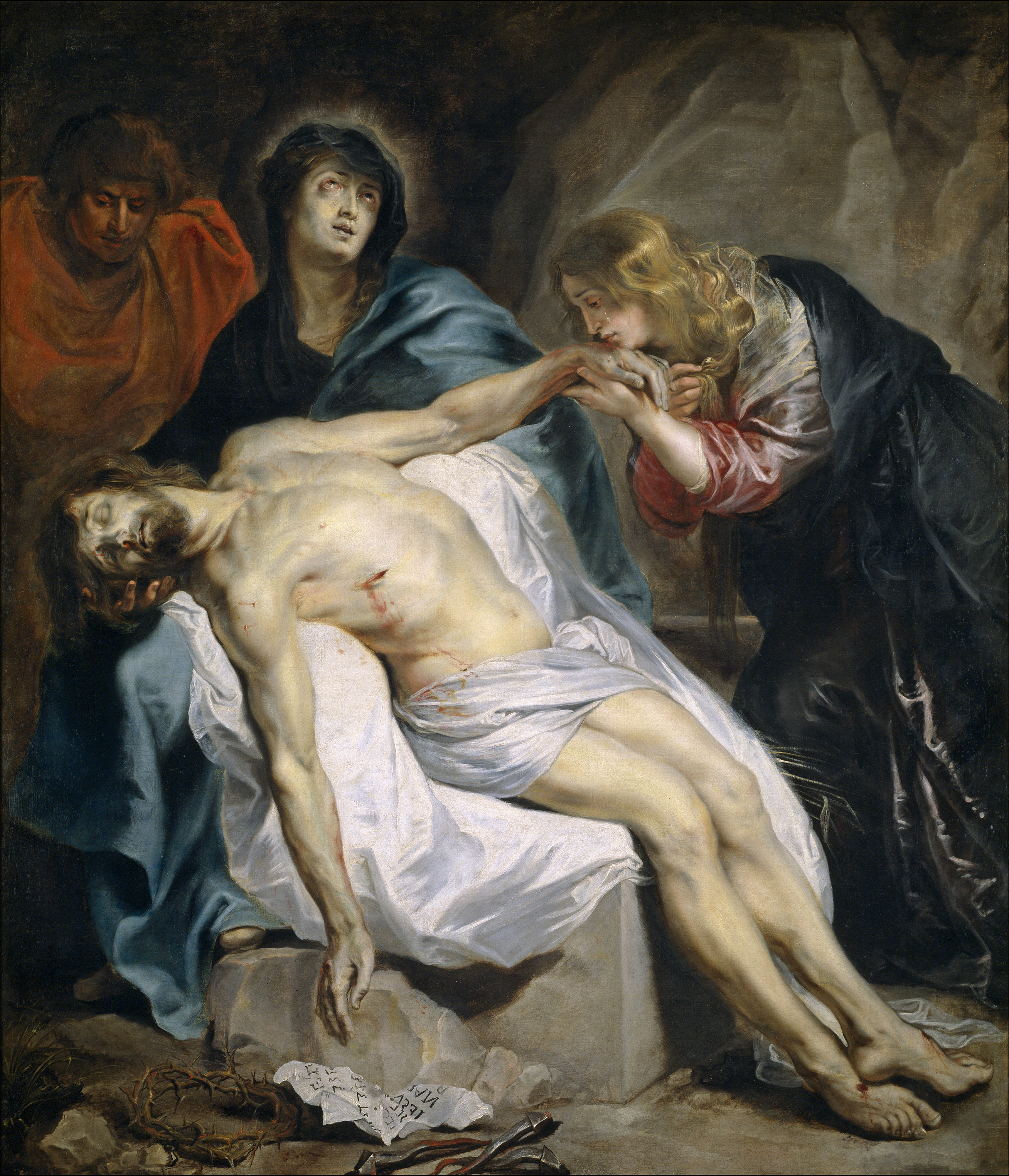
Pietà (1618 — 1620), Prado, Madryt

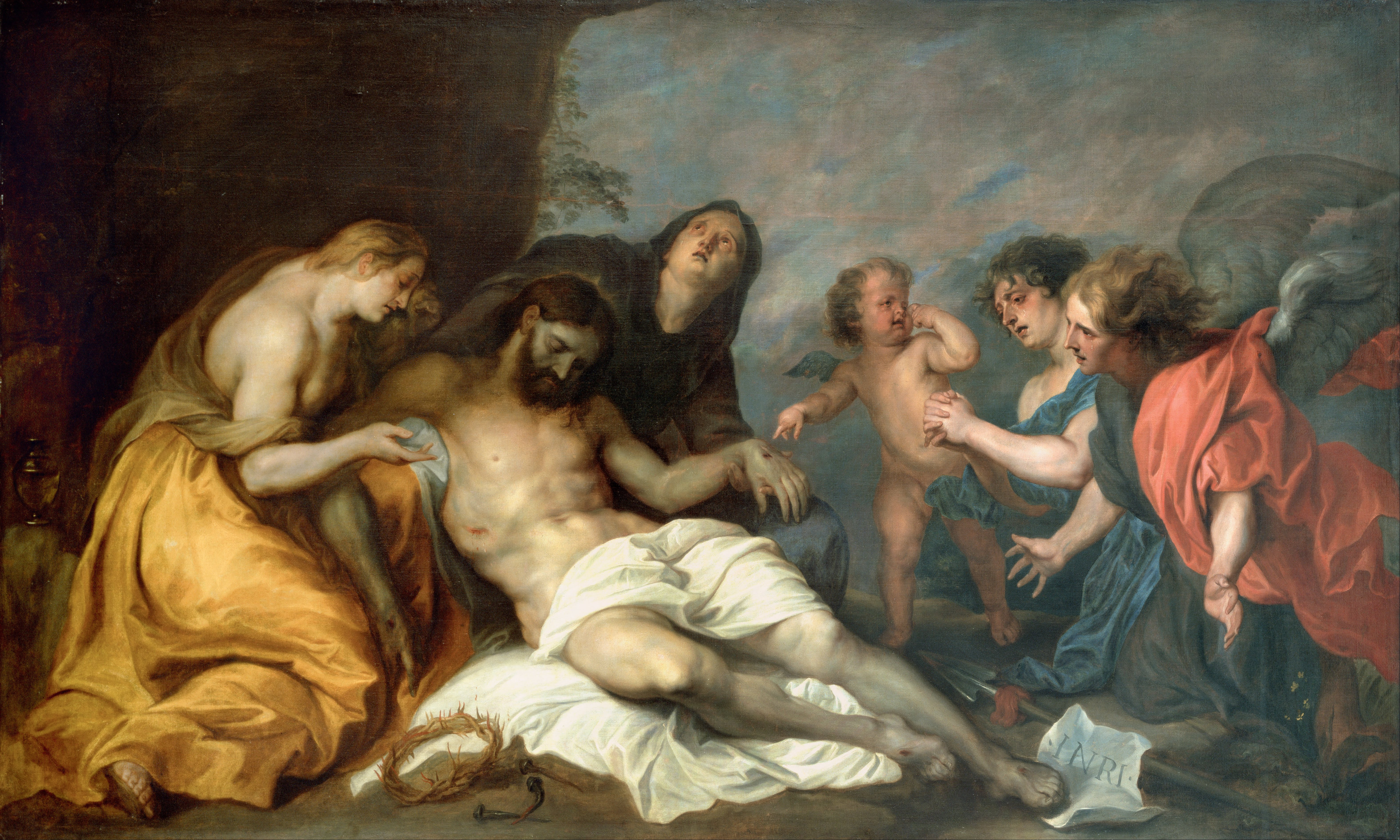
Opłakiwanie Chrystusa (1634–1640), Muzeum Sztuk Pięknych, Bilbao

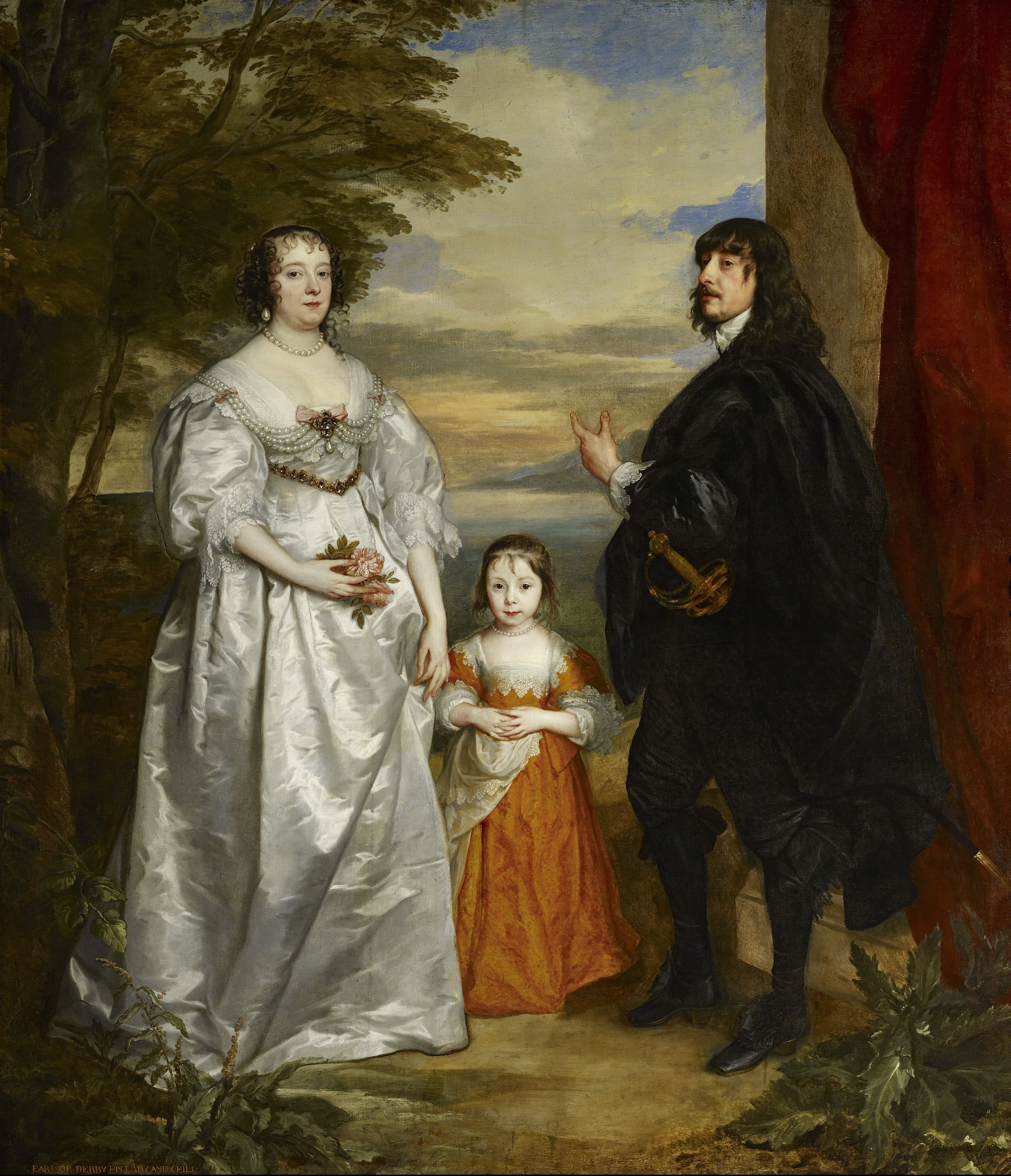
Portret hrabiego Jamesa, jego żona i dziecko (1632-41), Frick Collection, Nowy Jork

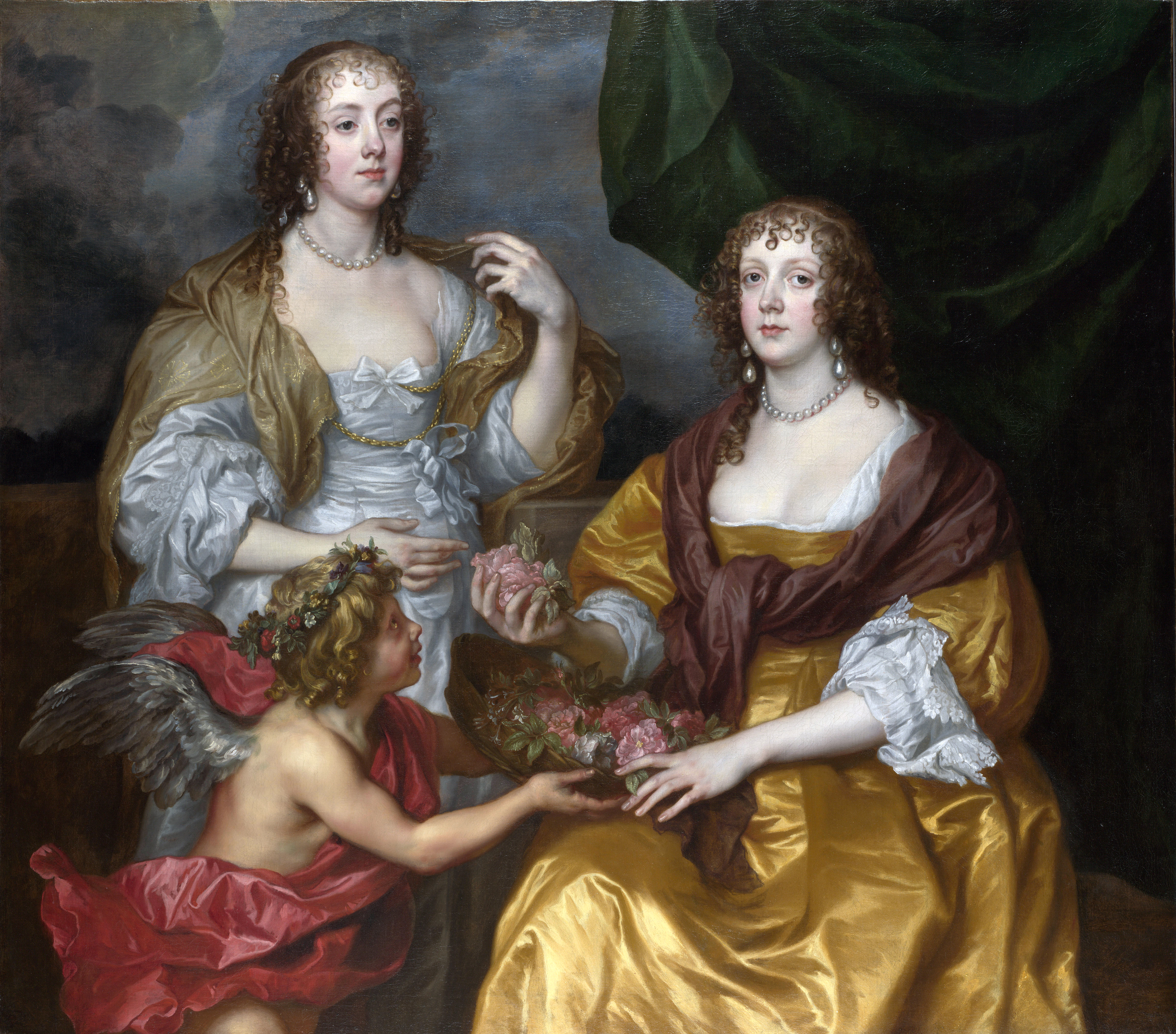
Portret lady Elizabeth Thimbleby i jej siostry wicehrabiny Andover (1637), National Gallery, Londyn

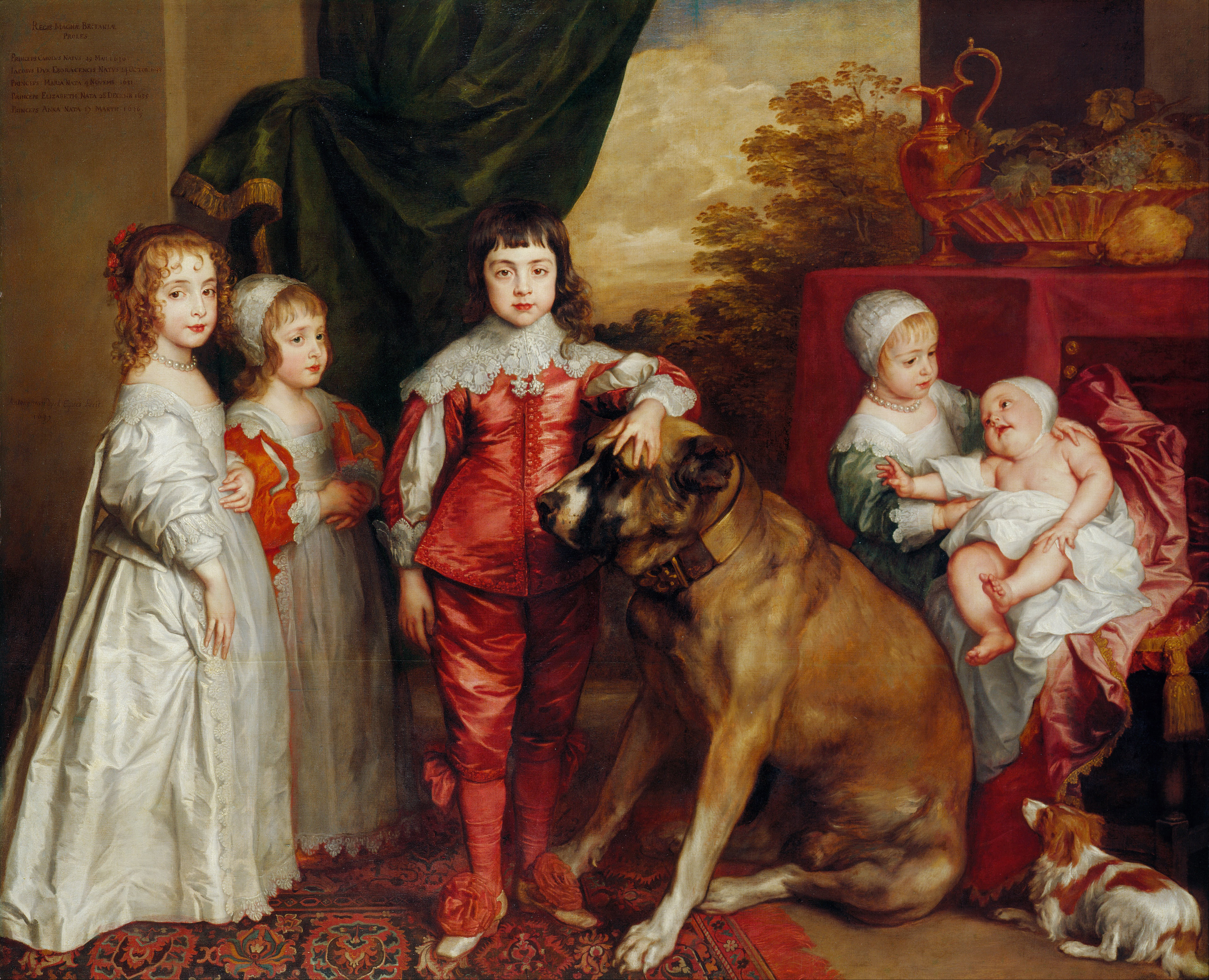
Portret rodziny Karola I (1637), National Portrait Gallery, Londyn

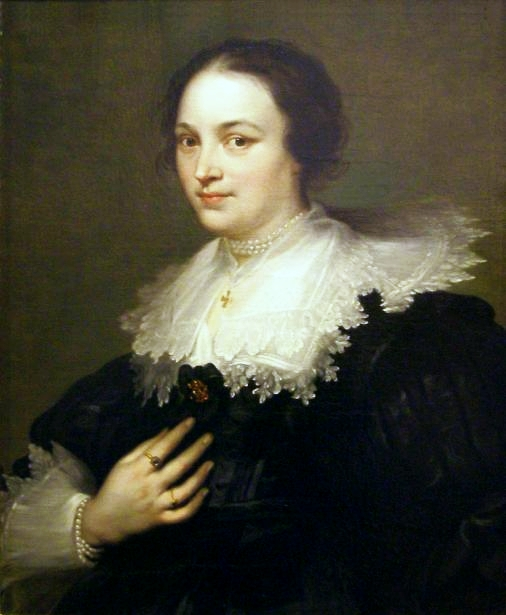
Portret kobiety (XVII w.), Oddział Sztuki Dawnej Muzeum Narodowego w Gdańsku

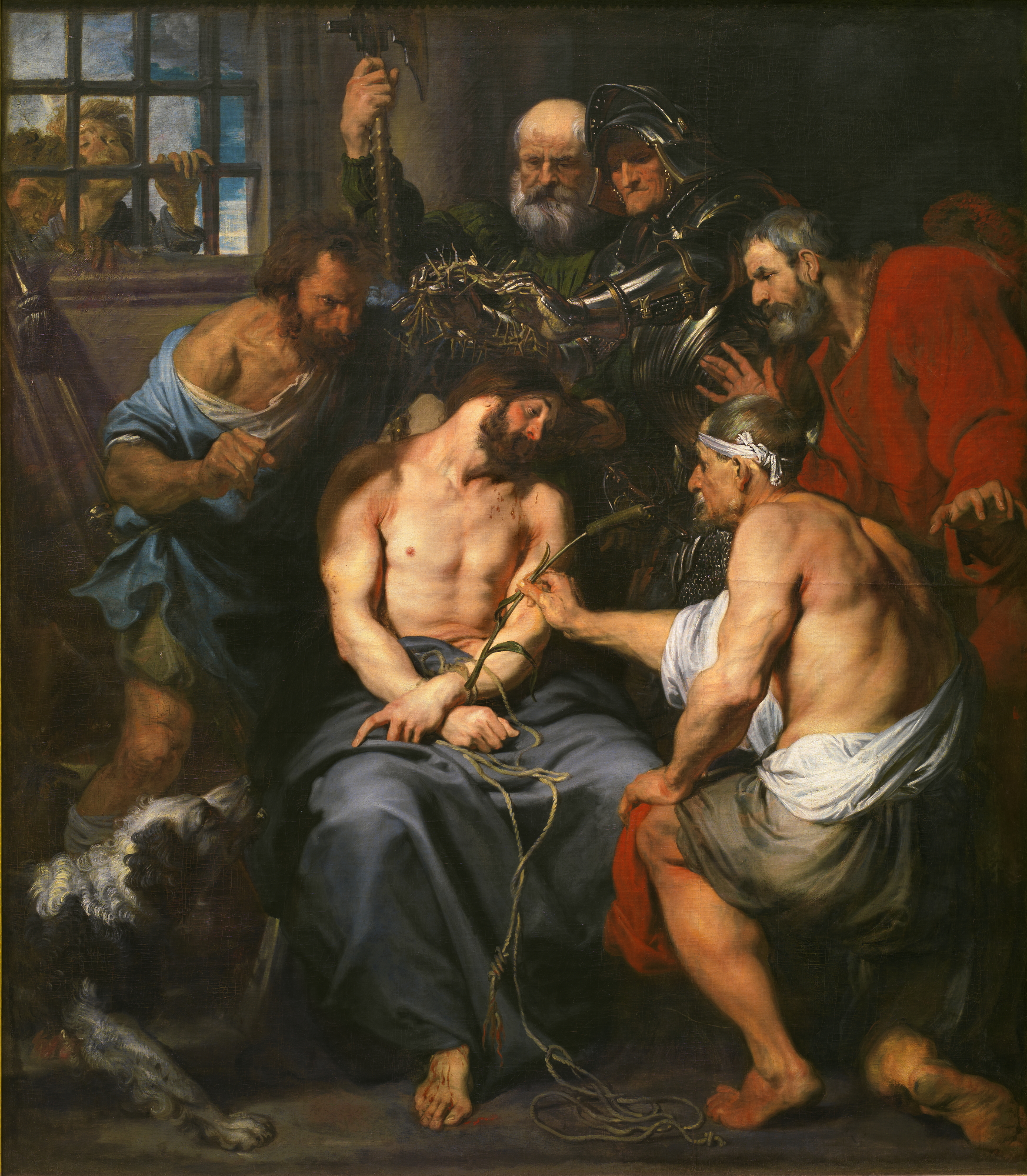
Cierniem koronowanie (obraz Antoona van Dycka), Prado

- Achilles i córki Likomedesa –  (ok. 1631), 123 x 137,5 cm, Zbiory hr. von Schonborna, Pommersfelden
- Amor i Psyche –  (1639–1640), olej na płótnie, 198 × 190,5 cm, Royal Collection, Londyn
- Apostoł –  (1618), olej na desce, 61 x 49 cm, Gemäldegalerie, Berlin
- Cierniem koronowanie –  (1619–1620), olej na płótnie, 223 × 196 cm, Prado, Madryt
- Madonna z donatorami –  (ok. 1631), olej na płótnie, 250 x 183 cm, Luwr, Paryż
- Męczeństwo św. Sebastiana –  (ok. 1615), olej na płótnie, 144 x 117 cm, Luwr, Paryż
- Mojżesz i miedziany wąż –  (1620–1621), olej na płótnie, 205 x 235 cm, Prado, Madryt
- Święty Marcin dzielący się swoim płaszczem -  (1621), olej na płótnie, 171 x 157,5 cm, kościół św. Marcina w Zventem, Belgia
- Mucius Scaevola przed Porsenną –  (wraz z Rubensem przed 1621), 187 × 156 cm, Muzeum Sztuk Pięknych, Budapeszt
- Opłakiwanie –  olej na płótnie, Muzeum Archidiecezjalne, Poznań
- Opłakiwanie Chrystusa –  (1635), olej na płótnie, 115 x 208, Królewskie Muzeum Sztuk Pięknych, Antwerpia
- Opłakiwanie Chrystusa –  (1634–1640), olej na płótnie, 156 x 256 cm, Muzeum Sztuk Pięknych, Bilbao
- Odpoczynek w drodze do Egiptu –  (ok. 1629), olej na płótnie, 135 x 115 cm, Stara Pinakoteka, Monachium
- Pietà –  (1618 — 1620), olej na płótnie, 203 x 170 cm, Prado, Madryt
- Pijany Sylen –  (ok. 1620), olej na płótnie, Galeria Obrazów Starych Mistrzów
- Pojmanie Chrystusa –  (1620), olej na płótnie, 194 x 144 cm, Institute of Arts, Minneapolis
- Pojmanie Samsona –  (ok. 1628-32), olej na płótnie, 146 x 254 cm, Muzeum Historii Sztuki, Wiedeń
- Jupiter i Antiope –  (1620), olej na płótnie, 150 x 206, Museum voor Schone Kunsten, Gandawa
- Rinaldo i Armida –  (1629), olej na płótnie, Museum of Art, Baltimore
- Samson i Dalila –  (1619–1620), olej na płótnie, Dulwich Picture Gallery, Londyn
- Samson i Dalila –  (1628–1630), 146 x 254 cm, Muzeum Historii Sztuki, Wiedeń
- Św. Hieronim –  (1618), olej na płótnie, 192 x 215 cm, Galeria Obrazów Starych Mistrzów, Drezno
- Św. Hieronim –  (1618), olej na płótnie, 159 × 132 cm, Zbiory książąt Liechtenstein, Vaduz
- Św. Sebastian z aniołami –  (1630), olej na płótnie, 160 x 155 cm, Galleria Sabauda, Turyn
- Wenus w kuźni Wulkana lub Wenus prosząca Wulkana o broń dla Eneasza –  (1630 – 1632), olej na płótnie, 220 x 145, Luwr, Paryż
- Wertumnus i Pomona –  (ok. 1625), olej na płótnie, 142 x 197,5 cm, Palazzo Bianco, Genua
- Wiek człowieka –  (1625–1627), Musei Civici Palazzo Chiericati, Vicenza
- Wizja św. Antoniego –  (1629), olej na płótnie, 185 x 157 cm, Pinacoteca di Brera, Mediolan
- Ukrzyżowanie –  (1630–1632), olej na płótnie, 400 x 245, Palais des Beaux-Arts, Lille
- Zuzanna i starcy –  (1621–1622), olej na płótnie, 194 x 144 cm, Stara Pinakoteka, Monachium

### Portrety
- Autoportret –  (1623), olej na płótnie 82,5 × 70,2 cm, Stara Pinakoteka, Monachium
- Dudziarz –  (1625–1634), olej na płótnie, 104 × 81,5 cm, własność wicehrabiego Cowdray, Anglia
- Frans Snyders –  (1618), olej na płótnie, Frick Collection, Nowy Jork
- George Digby i William Russell –  (1637), olej na płótnie, Althorp House & Park, Northampton
- George i Francis Villiers –  (1635), olej na płótnie, 137,2 x 127,7 cm, Royal Collection, Londyn
- James Stuart, książę Richmond i Lennox –  (1633–1634), olej na płótnie, 215,9 x 127,6 cm, Metropolitan Museum of Art, Nowy Jork
- Królowa Henrietta Maria i karzeł sir Jeffrey Hudson –  (1633), olej na płótnie, 220 x 135 cm, National Gallery of Art, Waszyngton
- Lady Venetia Digby uosabiająca Rozwagę –  (1633), olej na płótnie, 100 x 80 cm, National Portrait Gallery, Londyn
- Portret Anny Wake –  (1628), olej na płótnie, 113 x 98 cm, Mauritshuis, Haga
- Portret artysty Martena Pepijna –  olej na desce, 72 x 56 cm, Królewskie Muzeum Sztuk Pięknych, Antwerpia
- Portret chłopca stojącego na tarasie –  (ok. 1625), olej na płótnie, 188,3 x 125,3 cm, Narodowa Galeria Irlandii, Dublin
- Portret damy z córką –  (1628–1629), olej na płótnie, 204 x 136 cm, Luwr, Paryż
- Portret Elżbiety i Filadelfii Wharton –  (1637–1639), olej na płótnie, 162 × 130 cm, Ermitaż, Sankt Petersburg
- Portret Emmanuela Philiberta Sabaudzkiego –  (1624), olej na płótnie, 126 x 99,6 cm, Dulwich Picture Gallery, Londyn
- Portret genueńskiego patrycjusza –  (1621–1623), olej na płótnie, 200 x 116 cm, Gemäldegalerie, Berlin
- Portret genueńskiej patrycjuszki –  (1621–1623), olej na płótnie, 200 x 116 cm, Gemäldegalerie, Berlin
- Portret genueńskiej patrycjuszki z dzieckiem –  (1623–1625), olej na płótnie, 217,8 x 146 cm, Museum of Art, Cleveland
- Portret hrabiego Jamesa, jego żona i dziecko –  (1632–1641), olej na płótnie, 246,4 × 213,7 cm, Frick Collection, Nowy Jork
- Portret Izabelli Brant –  (1621), olej na płótnie, 153 x 120 cm, National Gallery of Art, Waszyngton
- Portret Johna Sucklinga –  (1632–1641), olej na płótnie, 216,5 x 130,2 cm, Frick Collection, Nowy Jork
- Portret kardynała Bentivoglio –  (1622), olej na płótnie, 195 × 147 cm, Galleria Palatina, Florencja
- Portret Karola I lub Karol I na łowach –  (ok. 1635), olej na płótnie, 272 x 212 cm, Luwr, Paryż
- Portret kobiety –  (XVII w.), olej na płótnie, Oddział Sztuki Dawnej Muzeum Narodowego w Gdańsku
- Portret konny Karola V –  (1620), olej na płótnie, 191 x 123 cm, Uffizi, Florencja
- Portret księżniczki Mary Stuart i księcia Wilhelma II de Nassau–Oranien –  (1641), olej na płótnie, 182 × 142 cm, Rijksmuseum, Amsterdam
- Portret lady Ann Carr –  (ok. 1640), olej na płótnie, 124,5 x 99 cm, własność lorda Egremont, Petworth
- Portret lady Elizabeth Thimbleby i jej siostry wicehrabiny Andover (1637) olej na płótnie, 132 × 150 cm, National Gallery, Londyn
- Portret lady Mary Villiers –  (1633), olej na płótnie, 162 × 104 cm, Muzeum Narodowe w Krakowie
- Portret lordów Johna i Bernarda Stuartów –  (ok. 1638), olej na płótnie, 235,9 × 145,1 cm, National Gallery, Anglia
- Portret Lucasa van Uffela –  (1622), olej na płótnie, 108,5 x 90 cm, Herzog Anton Ulrich-Museum, Brunszwik
- Portret Marii Boschaert –  (1629), olej na płótnie, 112 × 91 cm, Muzeum Puszkina
- Portret Marii Luizy de Tassis –  (ok. 1629–1630), olej na płótnie, 129 x 93 cm, Kolekcja ks. Liechtenstein, Vaduz
- Portret Mary Ruthaven –  (1636), olej na płótnie, 104 x 81 cm, Prado, Madryt
- Portret Nicholasa Laniera –  (1628), olej na płótnie, 111,5 x 86 cm, Muzeum Historii Sztuki, Wiedeń
- Portret nobliwego mężczyzny –  (1628–1629), olej na płótnie, 204 x 137 cm, Luwr, Paryż
- Portret Peetera Stevensa –  (1627), olej na płótnie, 113 x 98 cm, Mauritshuis, Haga
- Portret pary małżeńskiej –  (1620), olej na płótnie, 120 x 154 mm, Art Gallery of South Australia
- Portret pary małżeńskiej –  pierwsza połowa XVII wieku, olej na płótnie, 112 x 131 cm, Muzeum Sztuk Pięknych, Budapeszt
- Portret rodzinny –  (ok. 1621), olej na płótnie, 116 × 96 cm, Ermitaż, Sankt Petersburg
- Portret rodziny Karola I –  (1632), olej na płótnie, 370,8 x 274,3 cm, Royal Collection, Londyn
- Portret rodziny Karola I –  (1637), olej na płótnie, 89,5 × 176,2 cm, National Portrait Gallery, Londyn
- Portret Snydersa z żoną –  (1620–21), olej na płótnie, 82 x 110 cm, Staatliche Kunstsammlung, Kassel
- Vanetia Stanley na łożu śmierci –  (1633), olej na płótnie, Dulwich Picture Gallery, Londyn
- Portret Thomasa Whartona –  (1635–1640), olej na płótnie, 217 × 128,5 cm, Ermitaż, Sankt Petersburg
- Robert Rich, drugi hrabia Warwick –  (1634), olej na płótnie, 213 x 128 cm, Metropolitan Museum of Art, Nowy Jork
- Studium głowy świętego (św. Hubert?) -  XVII w., olej na płótnie, 49 x 37 cm, Muzeum Narodowe w Warszawie
- Thomas Killigrew i William Croft –  (1622–1623), olej na płótnie, 115 x 114 cm, Royal Collection, Londyn